# Raphael Finkel
Raphael Finkel (Chicago, 1951) è un informatico statunitense, professore alla University of Kentucky.
Ha compilato la prima versione del Jargon File. Egli è l'autore di  An Operating Systems Vade Mecum, un libro di testo sui sistemi operativi, e Advanced Programming Language Design, un libro introduttivo sui paradigmi di programmazione. Insieme a Jon Louis Bentley, Finkel ha creato la struttura di dati chiamata quadtree.

## Biografia
Raphael Finkel è nato a Chicago. Entrato all'Università di Chicago, ha conseguito una laurea in matematica e un Master in didattica. Ha poi conseguito un dottorato di ricerca presso la Stanford University, sotto la supervisione di Vinton Cerf.
Dopo aver completato il dottorato, si è trasferito per motivi professionali presso la University of Wisconsin-Madison, dove è rimasto dal 1976 al 1987, quando si è trasferito all'Università del Kentucky.